# Alojz Hlina
Alojz Hlina (ur. 22 października 1970 w Liptowskim Mikułaszu) – słowacki przedsiębiorca i polityk, poseł do Rady Narodowej, od 2016 do 2020 przewodniczący Ruchu Chrześcijańsko-Demokratycznego (KDH).

## Życiorys
Po ukończeniu szkoły średniej podjął studia na Słowackim Uniwersytecie Rolniczym w Nitrze. Zajął się prowadzeniem własnej działalności gospodarczej.
W wyborach w 2012 z ramienia Zwyczajnych Ludzi uzyskał mandat poselski. W tym samym roku opuścił to ugrupowanie, a w 2014 zarejestrował nową partię pod nazwą Občania Slovenska. Dołączył następnie do Ruchu Chrześcijańsko-Demokratycznego. W 2016, po nieprzekroczeniu przez to ugrupowanie pięcioprocentowego progu wyborczego w wyborach krajowych, został nowym przewodniczącym KDH. Kierowana przez niego partia ponownie nie przekroczyła wyborczego progu w wyborach z 2020, niezwłocznie po ogłoszeniu wyników Alojz Hlina zrezygnował ze stanowiska jej przewodniczącego. Wystąpił później z KDH, a w 2021 dołączył do ugrupowania Dobrá voľba Tomáša Druckera. W 2023 związał się natomiast z ugrupowaniem Wolność i Solidarność. W tym samym roku z ramienia tej formacji powrócił do słowackiego parlamentu.